# Leopold Schmidt (Musikhistoriker)

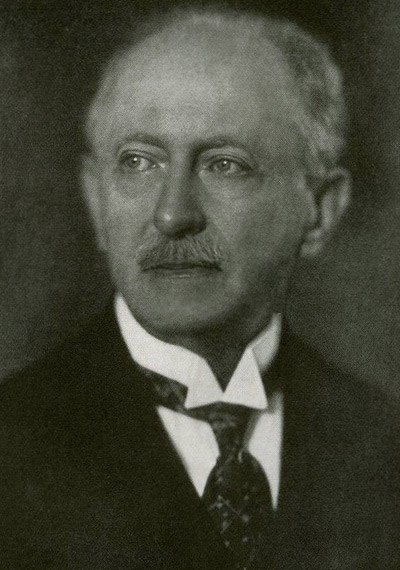
Leopold Schmidt

Leopold Schmidt (* 2. August 1860 in Berlin; † 30. April 1927 ebenda) war ein deutscher Musikhistoriker und Kapellmeister.

## Leben
Schmidt absolvierte ein akademisches Musikstudium in Berlin, wirkte ab 1887 als Theaterkapellmeister in verschiedenen Städten (u. a. von 1895 bis 1897 am Stadttheater Halle) und wurde 1895 an der Universität Rostock mit der Arbeit Zur Geschichte der Märchenoper promoviert.
Ab 1900 lehrte er in Berlin Musikgeschichte am Sternschen Konservatorium.
Als Musikkritiker beim Berliner Tageblatt erlangte Schmidt seit 1897 eine führende Rolle. Zwei Sammlungen seiner Kritiken wurden 1908 bis 1913 veröffentlicht. Schmidt war mit dem bedeutenden Beethoven-Sammler Hans Conrad Bodmer befreundet und bereitete für diesen eine Veröffentlichung der Sammlung zum 100. Todestag Beethovens vor, die er aber aufgrund seines frühen Todes nicht fertigstellen konnte.
Leopold Schmidt starb, nach längerem Leiden, am 30. April 1927 im Alter von 56 Jahren in einem Berliner Krankenhaus. Er hinterließ seine Gattin Mary geb. Hagen und zwei Töchter. Die Beisetzung fand am 4. Mai 1927 auf dem Luisenstädtischen Friedhof in Berlin-Kreuzberg statt.

## Schriften
- Zur Geschichte der Märchenoper. Dissertation. Universität Rostock 1895. Hendel, Halle 1896 (online)
- G. Meyerbeer. 1898
- Joseph Haydn. 1898. 3. Auflage 1914
- Geschichte der Musik im 19. Jahrhundert. 1901
- Zur Einführung in Johann Sebastian Bachs Hohe Messe in h-Moll, 1901
- Glucks Orpheus. 1901
- Die Musik der Moderne. 1904
- Meister der Tonkunst im neunzehnten Jahrhundert. Biographische Skizzen. Berlin 1908, 2. Aufl. 1912 (Digitalisat)
- Aus dem Musikleben der Gegenwart. 1908–1912
- Mozart. 1909
- Beethoven. Berlin 1924 (Digitalisat)